# 龜老山
龜老山為位於日本瀨戶內海中部大島南部的一座山，別名大龜山、隅岳。最高點海拔307公尺，行政區劃屬於愛媛縣今治市吉海町地區。
山的西面及北面有數個小村落，南面及東面則緊鄰大島的海岸，山頂上設有展望台，可以往北俯瞰來島海峽及來島海峽大橋，往北可看到藝予群島，往西南可以看到對岸的今治市市區及今治港。1999年西瀨戶自動車道通車後，成為一個觀光景點。

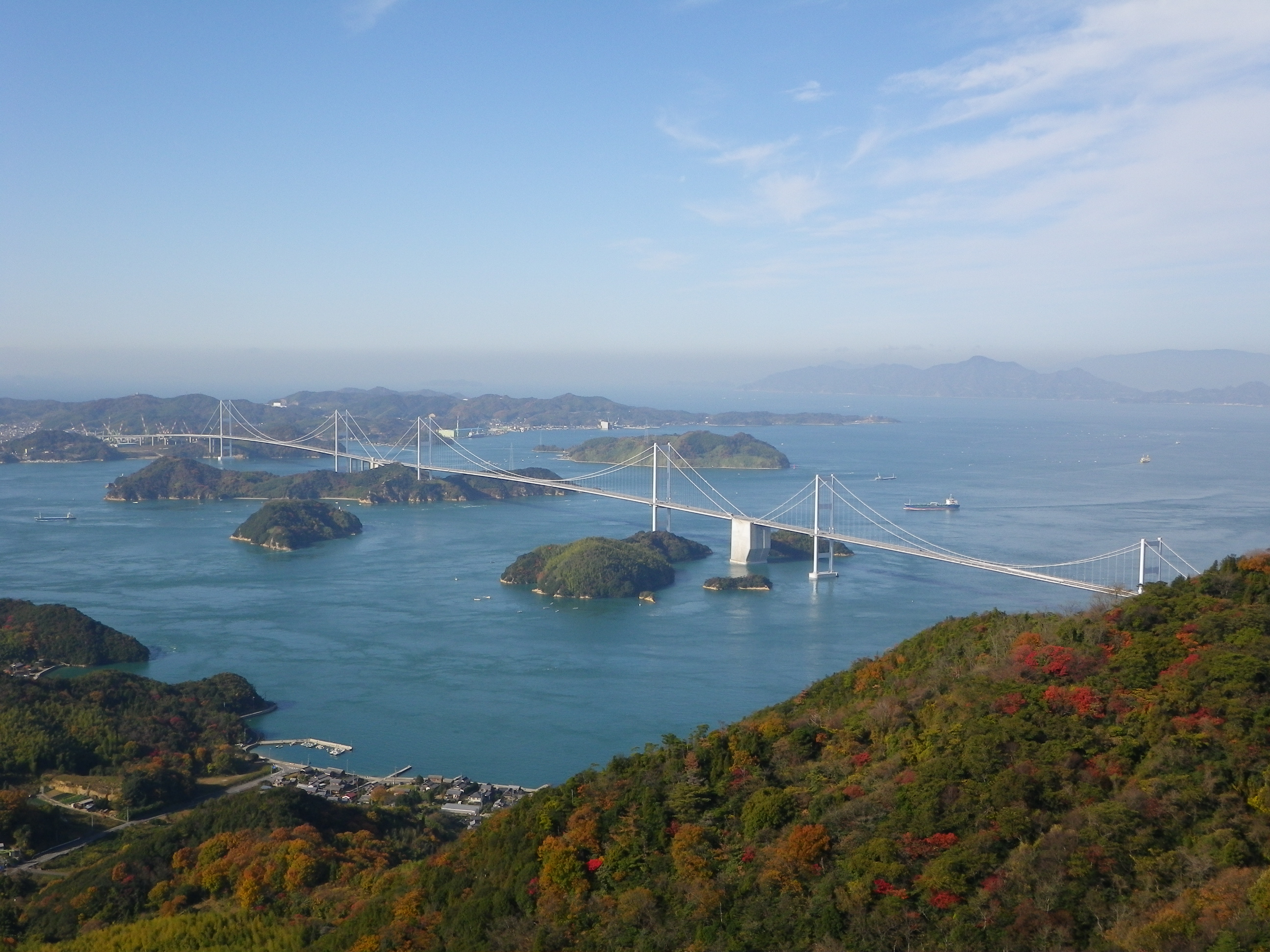
從龜老山展望台看到的來島海峽大橋
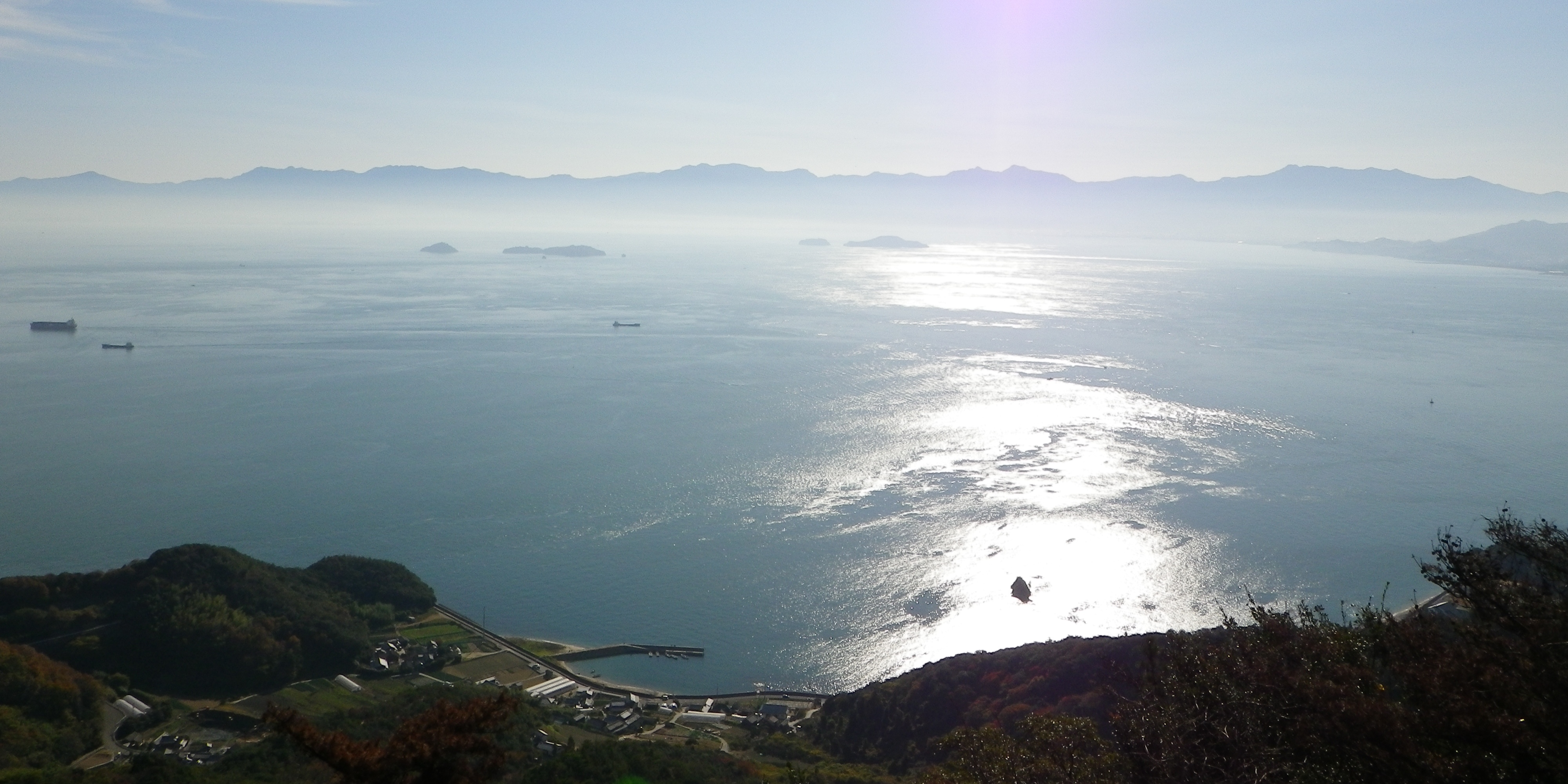
從龜老山展望台看到的燧灘（日语：燧灘）及石鎚山脈（日语：石鎚山脈）
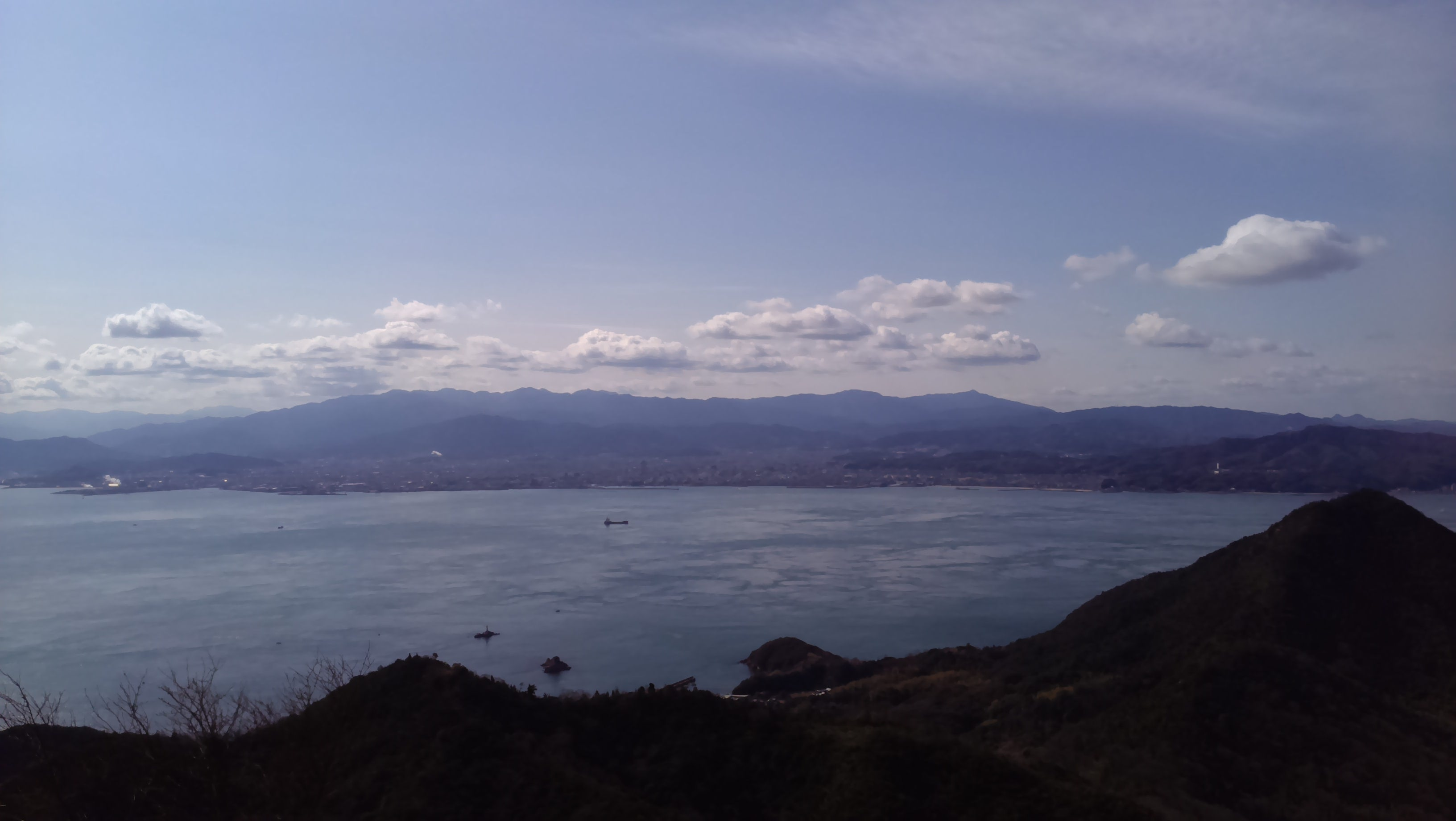
從龜老山展望台看到的今治市市區
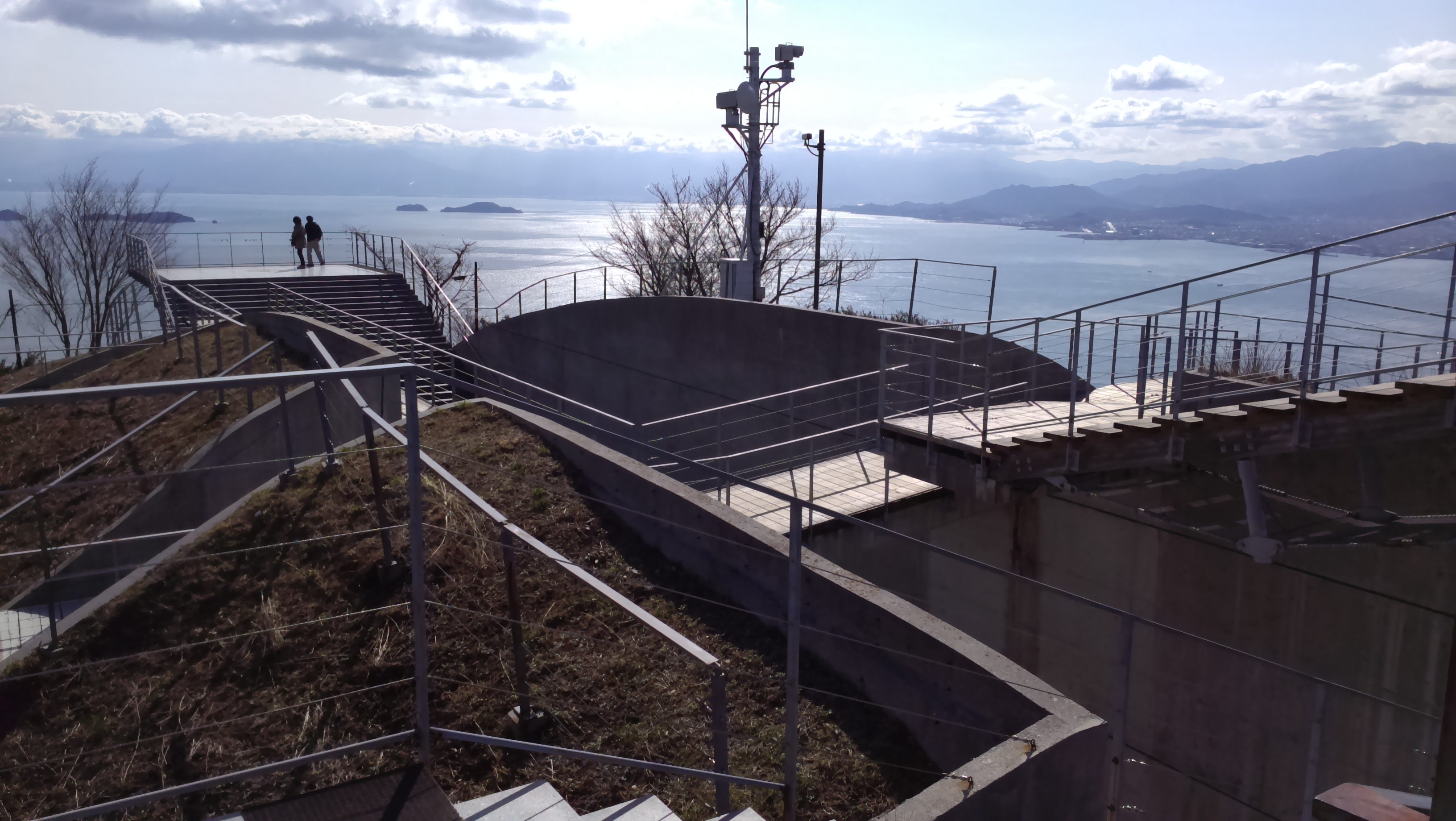
龜老山展望台
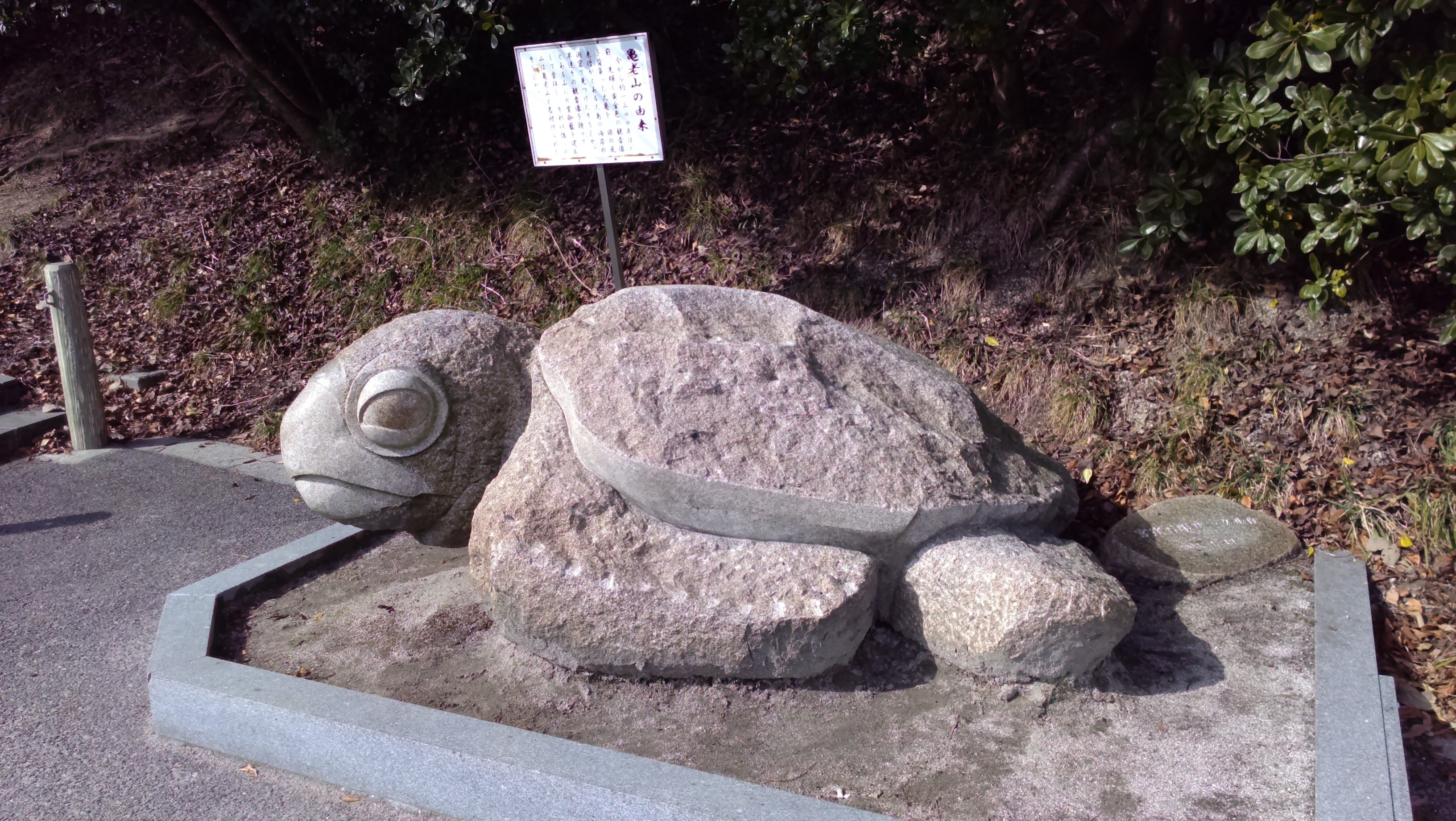
龜老山展望台前的海龜像